# بخش ودرزفیلد (شهرستان ترامپول، اوهایو)
بخش ودرزفیلد (به انگلیسی: Weathersfield Township) یک منطقهٔ مسکونی در ایالات متحده آمریکا است که در شهرستان ترامبل، اوهایو واقع شده‌است.
 بخش ودرزفیلد ۶۰٫۴ کیلومتر مربع مساحت و ۲۷٬۷۱۷ نفر جمعیت دارد و ۲۷۴ متر بالاتر از سطح دریا واقع شده‌است.